# Архангело-Михайлівська церква (Глобине)
Архангело-Михайлівська церква (Михайлівська церква) — кам'яна церква у Глобиному, що була збудована Анастасією Андріївною Руденко в 1833—1837 роках) році на вшанування пам'яті  покійного чоловіка. У церкві було поховано подружжя Руденків та їх доньку.
Рішення про будівництво церкви було прийнято в 1830 році (саме цього року помер Л. П. Руденко) в пам'ять про якого і вирішила збудувати церкву його дружина.

## Будівництво
Архітектором нової церкви був Пилип Пилипович Менглес. Він приїхав у Полтавську губернію з археологом Іллею Петровичем Капністом. До приїзду на Полтавщину служив у Санкт-Петербурзі в канцелярії обер-прокурора графа Протасова. Анастасія Андріївна запропонувала йому знайти архітектора для будівництва церкви, він же заявив, що знає архітектурну справу, і сам згодився керувати будівництвом. На 1832 рік Менглес зробив модель церкви, а будівництво почалося 7 березня 1833 року і тривало чотири роки. Церква споруджувалася на найвищому місці, в самому центрі містечка. Кожен день на будівництві працювало 150 кріпаків. Було вкладено в будову 2 мільйони 869 тисяч штук цеглин, витрачено заліза 1500 пудів, золота — 35 фунтів. Загальна вартість — 60 тисяч карбованців.

## Особливості
Церква була збудована в римському стилі Базиліка. Цей стиль пізніше став основним у будівництві християнських храмів. Базиліка зустрічається у візантійській і готичній архітектурі, а також в архітектурі епохи Відродження. Але характерно те, що Менглес поєднав римський стиль з елементами російського і українського зодчества, що і є головною цінністю цієї пам'ятки архітектури. 8 вересня 1837 року вона була відкрита і освячена полтавським архієпископом Гедеоном.
Церква мала три входи (вони ж і виходи). Із західного боку — фронтон і шість колон. Над входом напис: «Во имя святого Архангела Михайла и святого Евангелиста и Апостола Луки». 16 вікон — шириною 1,5 аршина — на передньому ярусі. На другому ярусі — ширина вікон 1 аршин. Діаметр купола — 18 аршин, висота хреста 1,5 сажня, ґратка навколо хреста, позолоченого червоним золотом. Висота споруди 17,5 сажня (з хрестом). Поруч, у шість сажнів від церкви, була збудована дерев'яна дзвіниця із п'ятьма дзвонами. Дзвони були відлиті в Москві на заводі Миколи Самгіна в 1836 році. Вага першого дзвону — 83 пуд і п'ять фунтів, другого — 13 пудів, третього — 5 пудів, четвертого — 3 пуда, п'ятого — 30 фунтів. В іконостасі було вмонтовано 14 ікон. Він був дерев'яний, позолочений. Виконана різьба по дереву художником Іваном Яковлєвим у Санкт-Петербурзі в Академії мистецтв. Все церковне начиння було в основному із срібла 84-ї проби.
За церквою А. А. Руденко закріпила 36 десятин землі. Під спорудою були зроблені поховальні камери. В одну з них перехоронили Луку Павловича Руденка, Анастасія Андріївна також була похоронена в одній з цих камер фамільної усипальниці. При Архангельсько-Михайлівській церкві була велика бібліотека — більше тисячі екземплярів книг, жіноча церковно-приходська школа, церковна лавка, три будинки для квартир, притчи.

## Зруйнування
У 1933 році голова ВЦВКУ Григорій Іванович Петровський вдруге відвідав Глобине (вперше він був тут у 1929 році) і провів зустріч з глобинцями на майдані біля церкви. Він порадив їм розібрати церкву і з її цегли побудувати адміністративні та культурно-освітні приміщення. Розбирати церкву розпочали цього ж року. По величезних дерев'яних жолобах спускали цеглу з тридцятиметрової висоти в ящики з піском, а далі складали у штабелі. За деякими даними матеріали розібраної церкви використовувалися для будівництва приміщення нової школи в с. Мала Бурімка, що на Черкащині. Через кілька місяців Архангельсько-Михайлівська церква, пам'ятка архітектури, була знесена, а через деякий час вирубаний церковний сад. Ґрунт з підвищення, де стояла церква, використали для укріплення греблі через Сухий Омельничок. Пізніше були знайдені й зруйновані поховальні камери фамільної усипальниці Л. П. Руденка та А. А. Руденко.
Так зникла у Глобиному єдина пам'ятка архітектури XVIII століття. Збереглися лише деякі фрагменти старої церкви: фрагмент мармурової підлоги у фоє та гранітні сходи на вході в РБК ім. Кірова.

## Відновлення
21 грудня 2008 року в місті Глобине відбулося відкриття нової Архангело-Михайлівської церкви УПЦ МП, яка збудована на місці старої церкви.